# Safedom
Safedom là nhà sản xuất bao cao su của Trung Quốc có trụ sở tại Bắc Kinh. Được thành lập vào năm 2006, phát triển nhanh chóng và đang có kế hoạch bán 1 tỷ bao cao su ở Trung Quốc vào năm 2012, xấp xỉ 8% thị trường nội địa. Bốn phần năm khách hàng của Safedom ở Trung Quốc là phụ nữ, vì hoạt động tiếp thị của nó nhấn mạnh đến lợi ích sức khỏe của phụ nữ.
Công ty tuyên bố sản xuất bao cao su chống virus đầu tiên. Safedom cạnh tranh với Durex và các nhà sản xuất bao cao su khác ở Châu Âu và các nơi khác.